# St Mary's Stadium
St Mary's Stadium är en arena i Southampton som är hemmaarena för Southampton FC. Arena är av Uefa rankad fyrstjärnig och har en kapacitet på 32 689 åskådare.